# Inter-State Fifty
Der Inter-State Fifty war ein Personenwagen der US-amerikanischen oberen Oberklasse, der nur 1911 und 1912 angeboten wurde.
Die Bezeichnungen ist von der jeweiligen Motorleistung abgeleitet. Hergestellt wurden die Fahrzeuge von der Inter-State Automobile Company in Muncie, Indiana.

## Modellgeschichte
Die Inter-State Automobile Company war Ende 1908 von Thomas F. Hart mit Hilfe mehrerer Investoren gegründet worden und hatte ihren Sitz an der 142, Willard street. Der Name des Unternehmens und seines Produkts war das Ergebnis eines Wettbewerbs, den Hart in Muncie veranstaltet hatte. Nach dem Inter-State 35/40 hp war der Forty 1910 das zweite Modell, das der Hersteller auf den Markt brachte. Er war ein konventionell konstruierter Wagen der oberen Mittelklasse mit kräftigem Vierzylindermotor, der bis 1912 im Programm blieb. 1911 erschien zusätzlich der davon abgeleitete Fifty. Dieser bot mit einem Listenpreis von US$ 2700.- einen attraktiven  Einstieg in die damalige Oberklasse. In seinem ersten Produktionsjahr erhielt er einen 6,4 Liter-Vierzylindermotor und war nur als 7-plätziger Touring lieferbar.
1912 erhielten Forty und Fifty größere Motoren, der bisherige Forty wurde als Thirty mit nominal weniger Leistung weiter produziert. Der Fifty leistete unverändert 50 bhp (37,3 kW), die er nun aus einem riesigen T-Kopf-Vierzylindermotor mit 7,7 Liter Hubraum und Doppelzündung abgab. Er war nun in drei offenen Version erhältlich. Die neuen Fore-door-Karosserien wirkten moderner, aber auch massiver und hatten Türen zu allen Plätzen.
Für 1913 wurden alle drei Baureihen eingestellt. Während es für den Thirty keinen Ersatz gab, wurde der neue Sechszylinder Inter-State Model 45 preislich und leistungsmäßig so positioniert, dass er zwischen Forty und Fifty passte und beide ersetzen konnte. Er war nur noch als Fore-door Touring lieferbar.
Nach einer Insolvenz Ende 1913 versuchte eine neue Leitung die Rettung als Inter-State Motor Company. Es folgte eine Neuausrichtung auf die untere Mittelklasse mit dem Inter-State Model T (1915–1918). Nach der Umstellung auf Kriegsproduktion im Mai 1918 schloss die Inter-State Motor Company Ende 1918 endgültig.

## Technik
Der Fifty war das Spitzenmodell der Marke. Er wurde vom Forty abgeleitet und parallel zu diesem – und 1912 auch parallel zum Thirty produziert.

### Motoren
1911: Model 35: Zu diesem Motor ist nur bekannt, dass er ein großer Vierzylinder mit 4¾ Zoll (121 mm) Bohrung und 5½ Zoll (140 mm) Hub war und somit einen Hubraum von 389,9 c.i. (6388 cm³) aufwies. Es ist anzunehmen, dass er, wie alle anderen Inter-State-Motoren, Wasserkühlung und Wasserpumpe hatte und die Kurbelwelle dreifach gelagert war. Zur Ventilsteuerung fehlen die Informationen ebenso wie zur Zündanlage, wo sowohl eine Hochspannungs-Magnetzündung oder mit Batteriezündung (jeweils mit Trockenbatterie) und auch Doppelzündung in Frage kommen. Aus der Zylinderbohrung ergibt sich ein A.L.A.M.-Rating von 36,1 PS. Dies war eine damals übliche, allerdings sehr ungenaue Methode zu Leistungsmessung.
1912: Model 50, 51 und 52: Zu diesem Vierzylindermotor stehen mehr Daten zur Verfügung. Er ist der größte und mit dem nominell gleich starken 6,4 Liter-Vierzylinder der kraftvollste Motor, den Inter-State in ein Auto verbaut hat. Hier handelt es sich um einen T-Kopf-Motor, der Ein- und Auslassventile auf der jeweils gegenüber liegenden Seite aufweist und für beide jeweils eine eigene Nockenwelle benötigt. Das war eine teuren Automobilen vorbehaltene Lösung, die erstmals im Mercedes 35 PS von 1901 angewendet wurde. Seine Zylinderbohrung  beträgt 5 Zoll (127 mm), der Hub 6 Zoll (152,4 mm), woraus sich ein Hubraum von 471,2 c.i. (7722 cm³) ergibt. Die Kurbelwelle ist dreifach gelagert. 1912 gab es Doppelzündung in allen Inter-State-Baureihen, also für den Fifty. Obwohl für frühere Modelle Ölpumpen erwähnt sind, weist der Fifty eine altmodische Schleuderschmierung auf. Das mag mit der Störanfälligkeit und Geräuschentwicklung der frühen Pumpen zusammenhängen. Die Gemischaufbereitung erfolgte wahrscheinlich schon vor 1912 mittels Stromberg-Vergaser, ist aber nur hier belegt. Der Motor leistete 50 bhp (37,3 kW). Aus der Zylinderbohrung ergibt sich ein A.L.A.M.-Rating von 40 PS.

### Kraftübertragung
Angaben für 1911 liegen nicht vor, konventionelles Dreigang-Schaltgetriebe, Mehrscheibenkupplung und Kraftübertragung mittels Kardanwelle auf die Hinterachse ist für den Fifty von 1912 und die meisten anderen Modelle von 1909 bis 1912 belegt. Beim Forty und Fifty war die Hinterachse „freischwebend“ konstruiert, d. h. die Antriebs-Halbwellen sind von Querkräften befreit. Das äußere Wellenende steckt in der Radnabe.

### Fahrgestell und Aufhängung

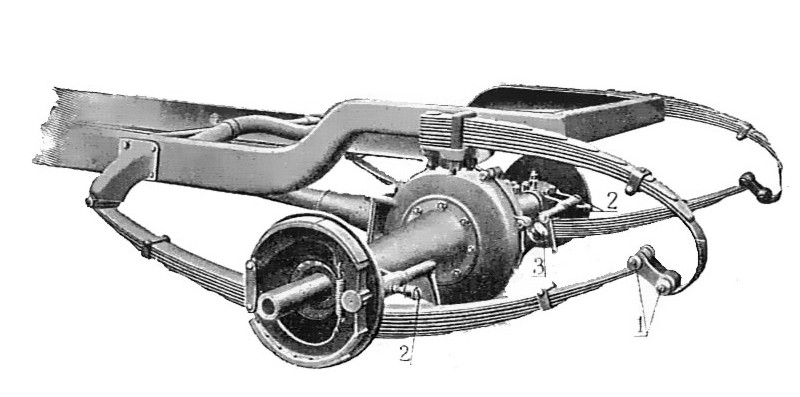
Typische Hinterachsaufhängung (1912) mit Dreiviertel-Elliptikfedern („Underslung“-Bauweise mit oberhalb der Federn befestigter Achse)

Alle zwischen 1909 und 1912 gebauten Inter-State sind Rechtslenker. Während sich Forty und Thirty ein Fahrgestell mit 118 Zoll Radstand (2997 mm) teilten, ist für den Fifty in beiden Modelljahren (1911 und 1912) ein solcher von 124 Zoll (3150 mm) belegt.
Soweit sichtbar, handelte es sich um einen konventionellen Leiterrahmen, der mit einiger Sicherheit vom 35/40 abgeleitet worden war. Das Fahrzeug hatte Starrachsen vorn und hinten. Diese waren vorn an Halbelliptik- und hinten an Dreiviertelliptik-Federn aufgehängt. Zeitgenössische Aufnahmen zeigen hölzerne Artillerieräder mit vorn zehn und hinten zwölf Speichen; wo Ersatzreifen sichtbar sind, scheinen sie auf abnehmbaren Felgenkränzen aufgezogen. Dies war ein Schritt zu etwas mehr Komfort in Zeiten nicht abnehmbarer Räder: Man brauchte nur den Kranz auszutauschen und konnte den defekten Reifen zu Hause abziehen und reparieren oder gleich zum Fachmann bringen. Für den Fifty waren Reifen der Dimension 36 × 4½ Zoll vorgesehen.
Das Bremspedal wirkte auf die Innenbacken-Bremstrommeln an der Hinterachse; die Handbremse betätigte eine Außenbackenbremse, die entweder an der Hinterachse, am Getriebe oder am Differential angebracht war.
Der Benzintank fasste 20 US-Gallonen (75,8 Liter).
Die Fahrgestellnummer für Thirty, Forty und Fifty des Modelljahrs 1912 war im Fahrzeug vor dem Fahrersitz angebracht. Sie ist vierstellig und besteht aus Zahlen zwischen 4104 und 6000; das spezifische Modell lässt sich aus dieser fortlaufenden Produktionsnummer nicht herauslesen.

## Karosserien
Nachstehend eine kurze Erklärung über die heute ungewöhnlichen anmutenden Karosseriebezeichnungen des Inter-State Thirty und Forty.
Inter-State verwendete für jede Kombination von Fahrgestell und Karosserie eine eigene Modellnummer, die in der Modellübersicht aufgeschlüsselt wird.

### Fore-door Touring
Den Fifty gab es in seinem ersten Produktionsjahr 1911 nur als Touring, offener Fünfsitzer mit in der Regel zwei Sitzreihen und Notverdeck. Größere Versionen hatten of Notsitze, die aus der Rückwand der Vordersitze oder aus dem Boden geklappt werden konnten oder drei Sitzreihen. Der Touring wurde in Europa auch Doppelphaeton genannt. Zunächst gab es nur hinten Türen; als sich solche auch vorne durchzusetzen begannen, wurden diese Fahrzeuge während einer kurzen Übergangszeit Fore-door Touring genannt um sie vom schnell aus der Mode geratenen Touring abzugrenzen. Analog verfuhr man mit anderen Karosserieformen wie dem Tonneau und sogar dem Roadster, obwohl dieser gar keine „vorderen“ Türen hatte. Der Begriff „Touring“ verschwand allmählich zugunsten von Phaeton (eher in den USA) und Torpedo (eher in Europa). In der Übergangszeit, in welcher der Inter-State gebaut wurde, war der Torpedo eine in der Regel viersitzige Bauform mit vier Türen und einem weichen Übergang von der Motorhaube zum Karosseriekörper.
Als Touring wog der Inter-State Fifty 1911 2300 lbs (1045 kg); 1912 dürften die neuen Fore-door-Aufbauten für eine Gewichtszunahme auf 3000 lbs (1360 kg) verantwortlich gewesen sein. Thirty waren 500 lbs (225 kg) leichter.

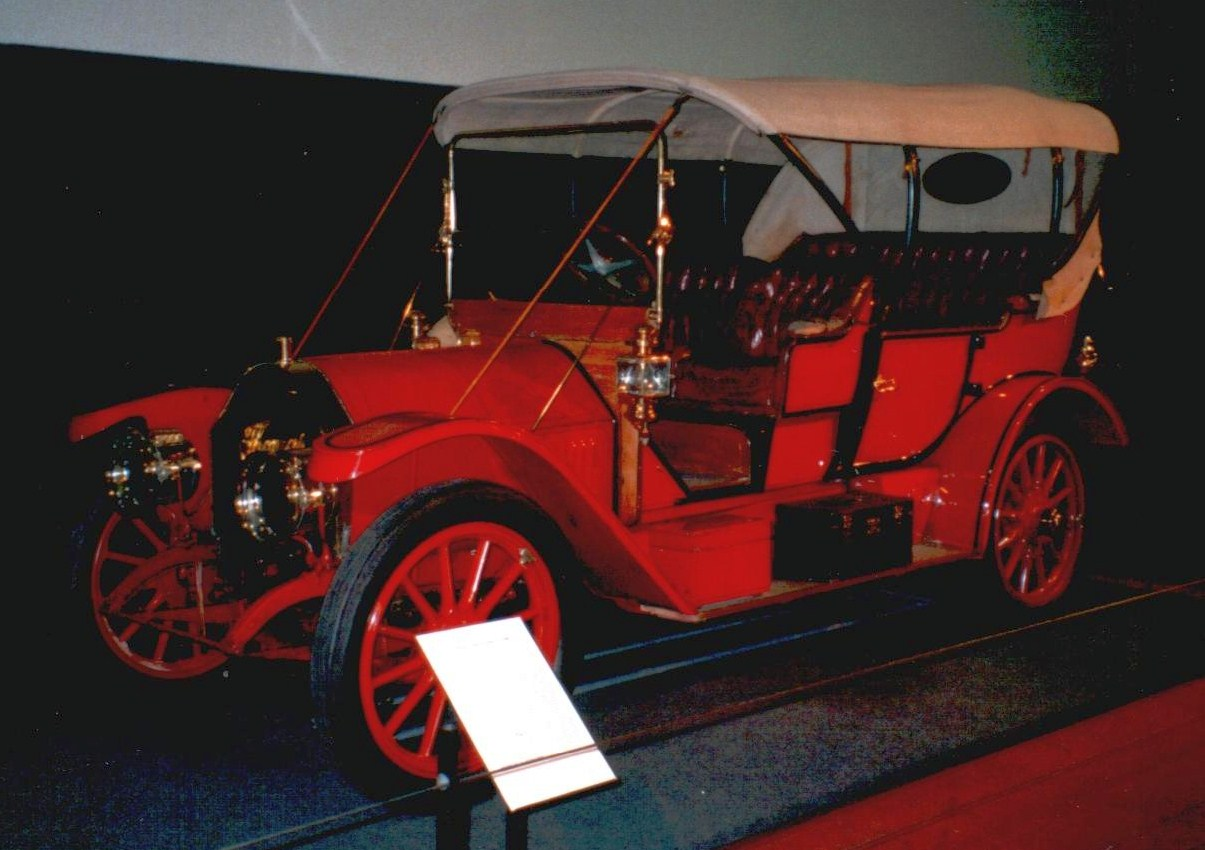
Touring ohne vordere Türen: Thomas Flyer (1910)
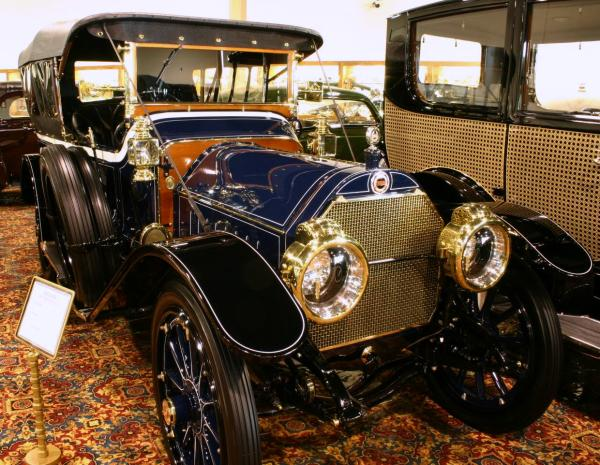
Fore-door Touring: ALCo Six (1912)

### Fore-door Roadster
Eine weitere Version war der Roadster. Ähnlich dem Runabout war dies ursprünglich eine Alternativbezeichnung für einen Motor-Buggy, also eine zweisitzige „Kutsche ohne Pferde“ mit dem Motor unter dem Sitz oder im Heck. Als sich in den frühen 1900er Jahren der vorn liegende Motor durchsetzte, wurden beide Begriffe analog verwendet. Auch wenn wir uns heute an zweisitzige Roadster gewöhnt haben, war dies bis weit in die 1930er Jahre keineswegs die Regel. Zu Zeiten des Inter-State wurde oft hinten ein zusätzlicher Einzelsitz, Doppelsitz oder eine Sitzbank angebracht. In dieser Form wurde der 4-passenger Roadster auch als Tourabout bezeichnet. Der Übergang zum leicht gebauten Toy Tonneau ist fließend. Inter-State bot den Roadster als Forty wahlweise mit drei oder vier Sitzen an; beim Thirty wurde keine Sitzzahl vermerkt. Analog dem Fore-door Touring verfuhr man mit dem Roadster, obwohl dieser gar keine „vorderen“ Türen hatte.

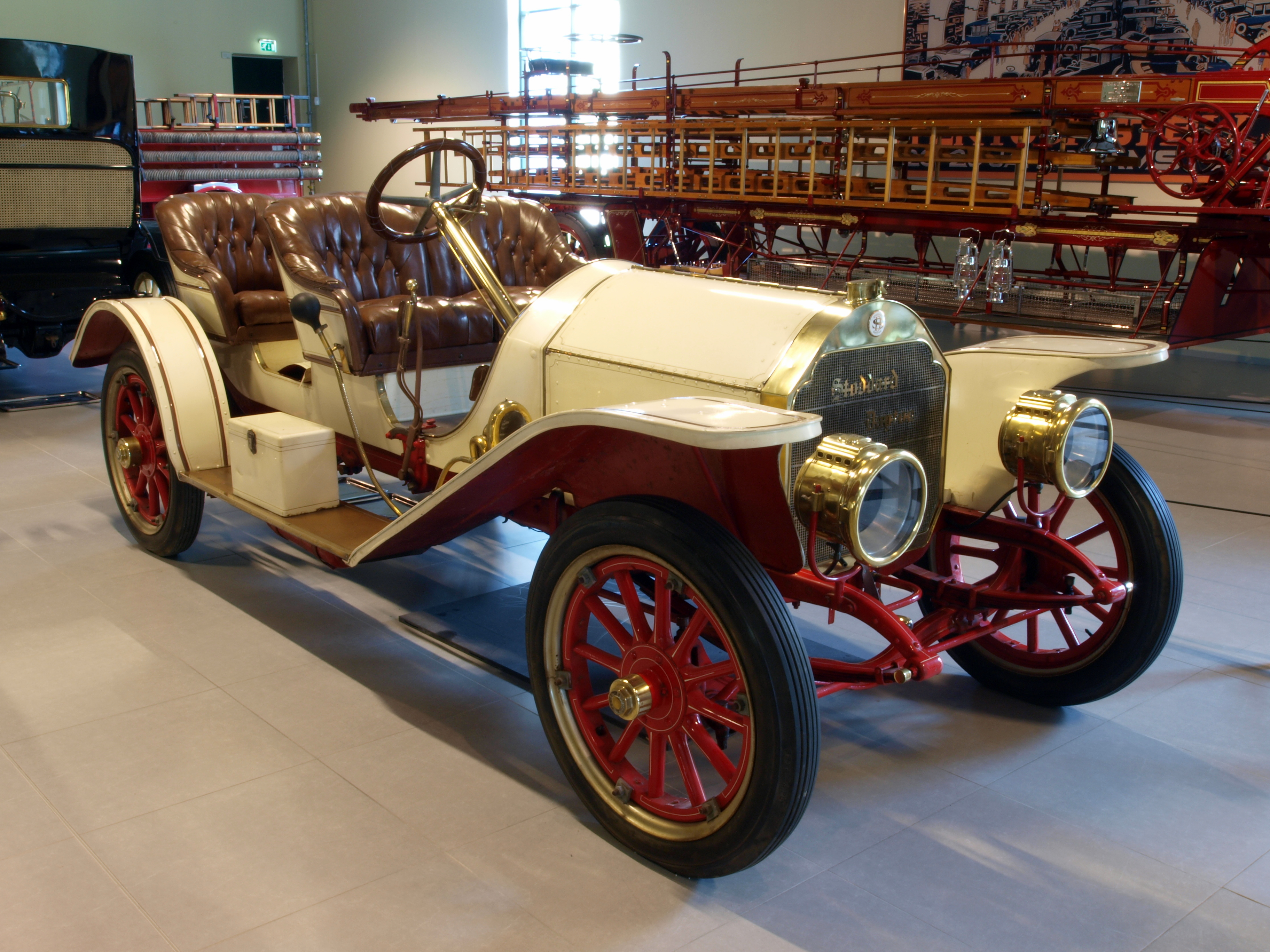
Stoddard-Dayton Model 10C 4-passenger Roadster (1910).
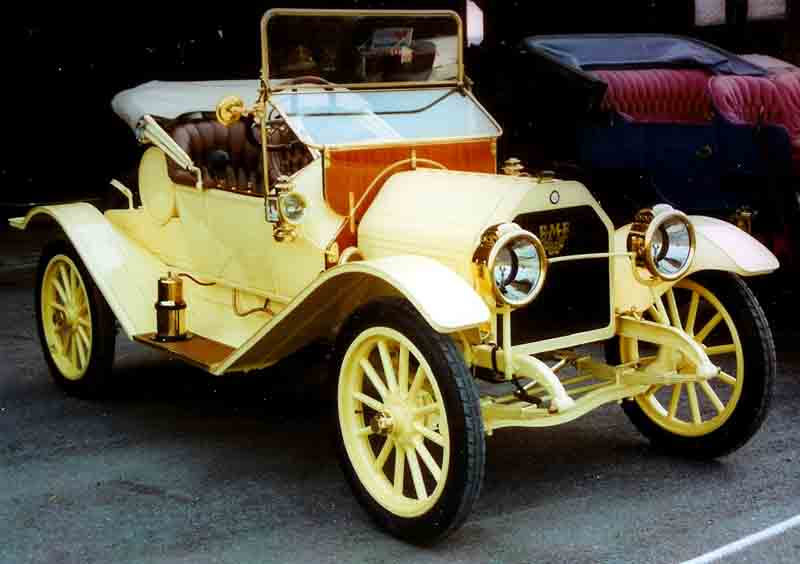
E.M.F. Model 30 Fore-door Roadster (1912)

### Demi-Tonneau und Fore-door Demi-Tonneau

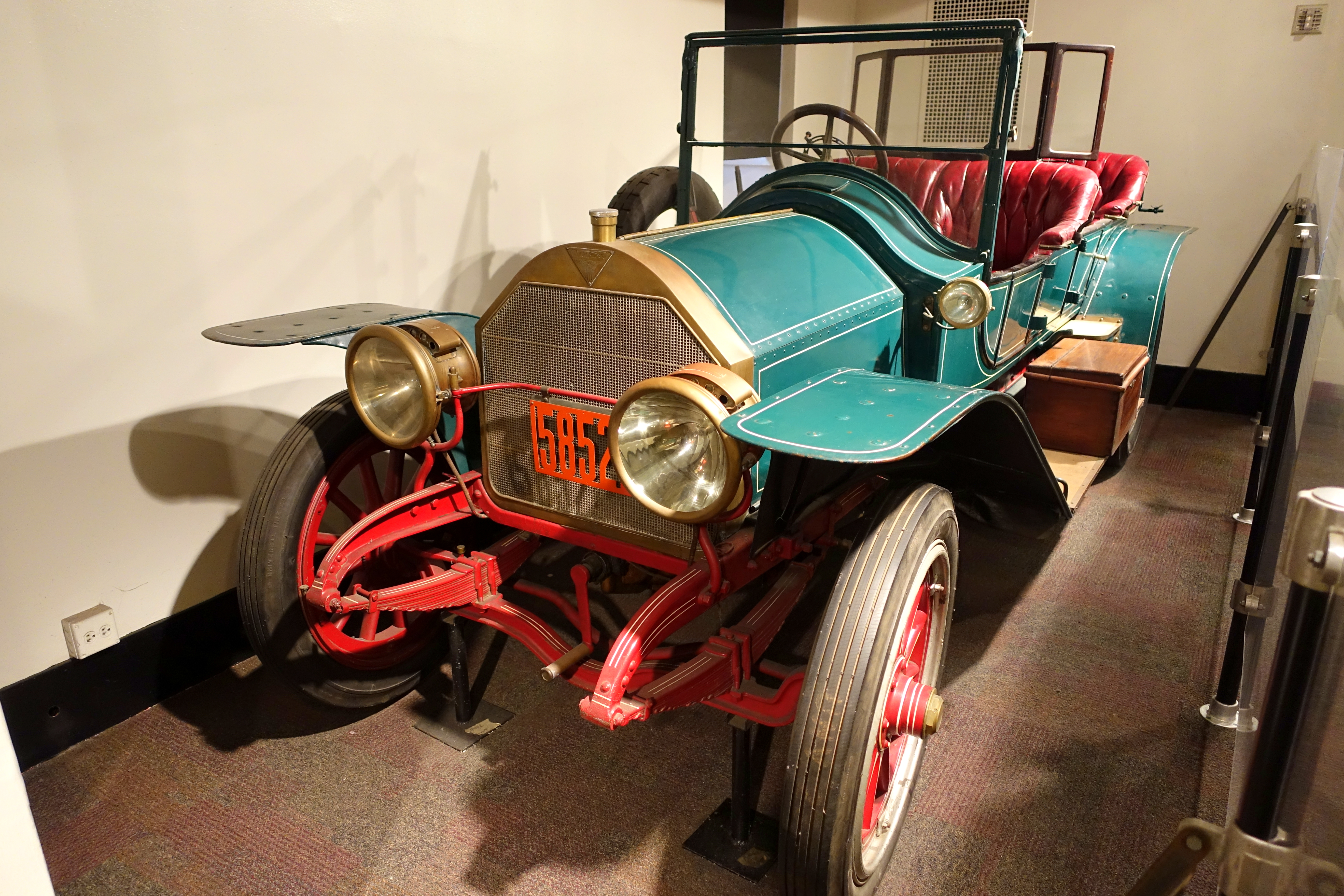
Simplex Fore-door Toy Tonneau (1911)

Das Tonneau ist eine der ältesten Karosserieformen und geht auf entsprechend gebaute Kutschen zurück. Der Zugang zum Fond („Tonneau“) erfolgte meist über eine Türe im Heck, seltener auf einer Seite. Die Sitzanordnung war oft (aber nicht zwingend) „U“-förmig, oft mit einem innen an der Tür befestigten Klappsitz. Oft waren die Sitzplätze längs zur Fahrtrichtung angeordnet. „Demi“ oder auch close coupled bedeutet, dass das hintere Abteil verkürzt und damit die Rückbank nach vorn verschoben war, was sportlicher wirkte. Gelegentlich wird dieser Typ auch als Toy Tonneau bezeichnet. Den Zusatz Demi gibt es auch in Verbindung mit anderen Karosseriebauformen wie dem Touring, der Limousine und anderen Varianten mit zwei Sitzreihen. Analog dem Fore-door Touring gab es auch das Fore-door Tonneau.

## Modellübersicht
| Modell      | Fifty Model 35                                  | Fifty Model 50           | Fifty Model 51         | Fifty Model 52        |
| ----------- | ----------------------------------------------- | ------------------------ | ---------------------- | --------------------- |
| Bauzeit     | 1911                                            | 1912                     | 1912                   | 1912                  |
| Motor       | R4                                              | R4 T-Kopf                | R4 T-Kopf              | R4 T-Kopf             |
| Hubraum     | 389,9 c.i. / 6388 cm³                           | 471,2 c.i. / 7722 cm³    | 471,2 c.i. / 7722 cm³  | 471,2 c.i. / 7722 cm³ |
| Leistung    | 50 bhp / 37,3 kW                                | 50 bhp / 37,3 kW         | 50 bhp / 37,3 kW       | 50 bhp / 37,3 kW      |
| Radstand    | 124,0 Zoll / 3150 mm                            | 124,0 Zoll / 3150 mm     | 124,0 Zoll / 3150 mm   | 124,0 Zoll / 3150 mm  |
| Karosserie  | Touring, 7 Pl.                                  | Fore-door Touring, 7 Pl. | Fore-door Demi-Tonneau | Fore-door Roadster    |
| Preis       | US$ 2700.-                                      | US$ 3400.-               | US$ 3400.-             | US$ 3400.-            |
| Anmerkungen | Auch 35A. Motor nur 1911; unvollständige Daten. |                          |                        |                       |

## Produktionszahlen
| Modelljahr | Stückzahl |
| ---------- | --------- |
| 1911       | 839       |
| 1912       | 1012      |
| Total      | 1851      |

Diese Produktionszahlen nach Modelljahr beruhen auf Angaben der Automobilhistoriker Beverly Rae Kimes und Henry Austin Clark, jr. im Standard Catalogue of American Cars 1805–1942. Sie schließen die Baureihen Forty (ohne 1910), Fifty (1911–1912) und Thirty (nur 1912) ein; eine Aufschlüsselung nach Modell oder Karosserievariante ist nicht möglich, auf den Fifty dürfte dabei naturgemäß der kleinste Anteil gefallen sein.

## Rennsport

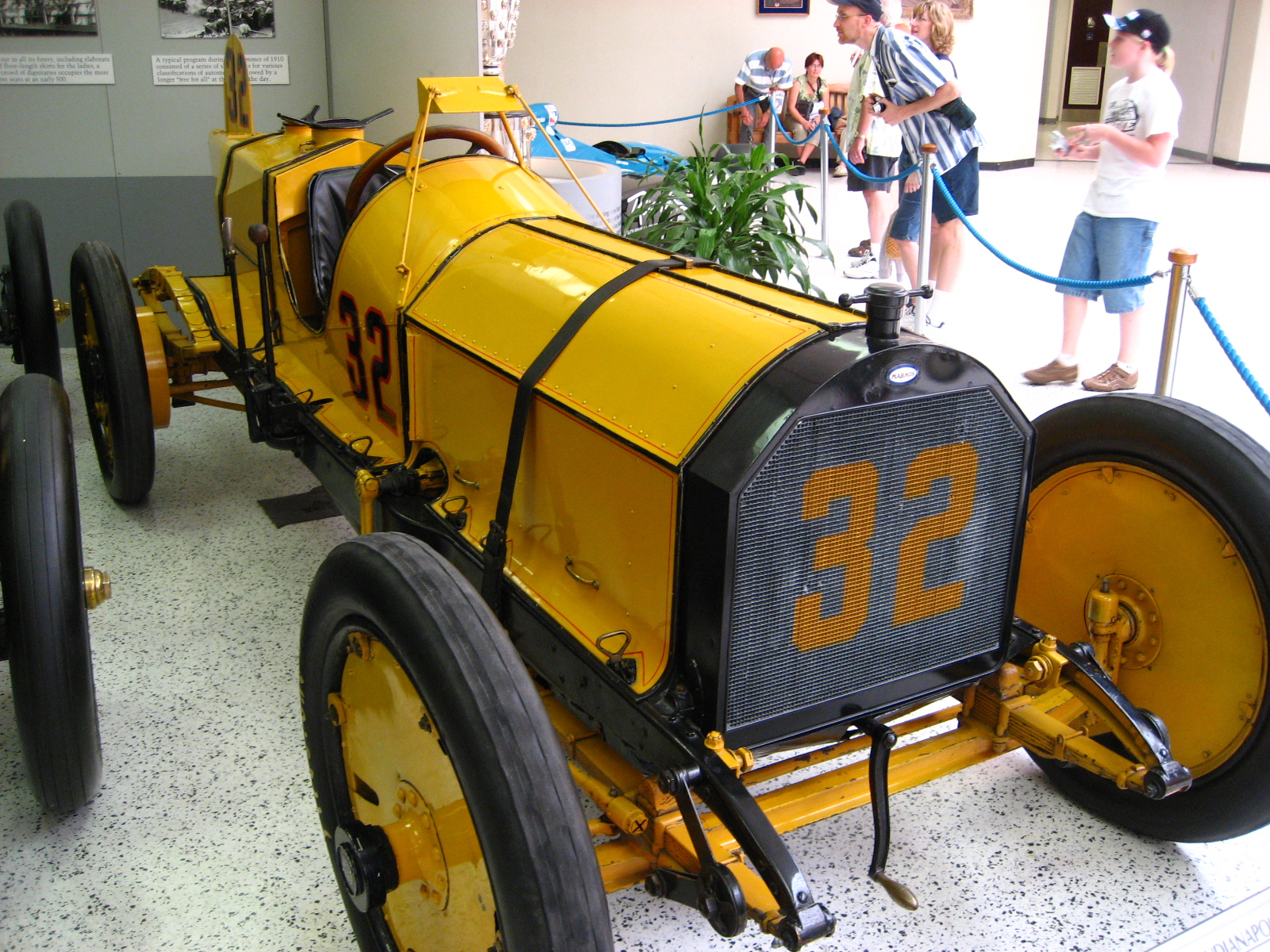
Der Sieger des ersten Indianapolis 500: Marmon Wasp, Fahrer Ray Harroun (1911)

Ein Bulldog 50 genannter Rennwagen nahm an der ersten Austragung der 500 Meilen von Indianapolis teil. Gefahren von Harry Endicott (1883–1913), belegte er den 16. Schlussrang und verfehlte damit einen Geldpreis. Endicott war der Bruder des bekannteren Rennfahrers William „Farmer Bill“ Endicott (1876–1944), der am gleichen Rennen teilnahm. Harry Endicott kam 1913 bei einem Autounfall ums Leben.
Harry Endicotts dunkelblau lackierter Bulldog 50 mit hellgrauen Rädern und Fahrgestell und der Startnummer 3 ist erhalten geblieben. Dem Informationsaustausch unter den wenigen Besitzern eines Inter-State dient die Inter-State Motor Car Registry.